# 西刺莺
，是雀形目棕刺莺科的一种鸟类。其种加词“longirostris”意为“长吻的”。
西刺莺体重约32.7克，翼长约67.6毫米，嘴峰长约15.9毫米，喙宽度约3.2毫米，喙厚度约4.5毫米，跗蹠长约23.9毫米，尾长约88.6毫米。西刺莺在其分布区内为留鸟，其栖息在半开放的灌木丛中，食性为杂食性，主要食物来源是陆生无脊椎动物。
西刺莺分布于西澳大利亚州西南部的沿海地区。该物种是单型物种，没有亚种分化。

## 保育狀況
其被列為《瀕危野生動植物種國際貿易公約》附錄二的物種，被限制出口及貿易。

## 外部連結
- BirdLife Species Factsheet （页面存档备份，存于）